# Senecio filaginoides
El charcao (Senecio filaginoides) es una especie de plantas de la familia de las compuestas.

## Características
Es un arbusto perenne de 0,5 a 1 m de alto, muy ramoso y de color verde ceniciento. Los tallos son cilíndricos y hojosos hasta el ápice. Las hojas son lineales, alternas y pequeñas, y dada su fina pubescencia pueden sentirse sedosas al tacto. Las flores son amarillas y se disponen en capítulos. La floración se produce entre diciembre y febrero.
El fruto es una cipsela que aparece entre febrero y marzo.
Esta especie, como otros integrantes del género, presenta un fuerte aroma producto de la presencia de aceites esenciales. La aromaticidad es un carácter que colabora para su reconocimiento en el campo.

## Usos
Medicinales.

## Observaciones
Es una planta que coloniza rápidamente los suelos deteriorados por el sobrepastoreo o por los procesos eólicos.

## Taxonomía
Senecio filaginoides fue descrita por  Augustin Pyrame de Candolle y publicado en Prodromus systematis naturalis regni vegetabilis 6: 413. 1837[1838].
Etimología
Ver: Senecio
Sinonimia
- Senecio albicaulis
- Senecio albiflorus
- Senecio albolanatus
- Senecio calceiflorus
- Senecio caricifolius
- Senecio doeringii
- Senecio filaginoides
- Senecio leuciscus
- Senecio leyboldtii
- Senecio meyeni
- Senecio quenselii
- Senecio sericeus[2]

## Nombres comunes
"Yuyo moro", "romerillo", "mata mora", "charcao plateado".